# Chaunax tosaensis
Chaunax tosaensis is een straalvinnige vissensoort uit de familie van chaunaciden (Chaunacidae). De wetenschappelijke naam van de soort is voor het eerst geldig gepubliceerd in 1984 door Okamura & Oryuu.